# Championnats de Belgique de squash
Les Championnats de Belgique de squash sont une compétition de squash individuelle organisée par la Fédération belge de squash. Ils se déroulent chaque année depuis 1942.
Stefan Casteleyn détient le record de victoires avec 19 titres.
Kim Hannes, son épouse, détient le record féminin avec 12 titres.

## Palmarès

### Hommes
- 2025 : Maddox Moxham[3]
- 2024 : Joeri Hapers[4]
- 2023 : Joeri Hapers[5]
- 2022 : Joeri Hapers[6]
- 2020 : Jan van den Herrewegen
- 2019 : Jan van den Herrewegen
- 2018 : Jan van den Herrewegen
- 2017 : Joeri Hapers
- 2016 : Jan van den Herrewegen[7]
- 2015 : Stefan Casteleyn[8]
- 2014 : Stefan Casteleyn[9]
- 2013 : Stefan Casteleyn
- 2012 : Tom de Mulder
- 2011 : Stefan Casteleyn
- 2010 : Stefan Casteleyn
- 2009 : Stefan Casteleyn
- 2008 : Stefan Casteleyn
- 2007 : Stefan Casteleyn
- 2006 : Stefan Casteleyn
- 2005 : Stefan Casteleyn
- 2004 : Stefan Casteleyn
- 2003 : Peter Pastijn
- 2002 : Peter Pastijn
- 2001 : Peter Pastijn
- 2000 : Stefan Casteleyn
- 1999 : Stefan Casteleyn
- 1998 : Stefan Casteleyn
- 1997 : Wim Houbrechts
- 1996 : Stefan Casteleyn
- 1995 : Stefan Casteleyn
- 1994 : Stefan Casteleyn
- 1993 : Stefan Casteleyn
- 1992 : Stefan Casteleyn
- 1991 : Nicolas Branicki
- 1990 : Nicolas Branicki[10]
- 1989 : Philippe Dieudonné
- 1988 : Nicolas Branicki
- 1987 : Nicolas Branicki
- 1986 : Philippe Dieudonné
- 1985 : Philippe Dieudonné
- 1984 : Philippe Dieudonné
- 1983 : Philippe Dieudonné
- 1982 : Alain Ceurvorst
- 1981 : Philippe Dieudonné
- 1980 : Philippe Dieudonné
- 1979 : Alain Ceurvorst
- 1978 : Alain Ceurvorst
- 1977 : Alain Ceurvorst
- 1976 : Alain Ceurvorst
- 1975 : Alain Ceurvorst
- 1974 : Alain Ceurvorst
- 1973 : Jelle Narinx
- 1972 : J.L. Roersch
- 1971 : Jelle Narinx
- 1970 : Jelle Narinx
- 1969 : Jelle Narinx
- 1968 : R. Goossens
- 1967 : Michel van den Bemden
- 1966 : S. Abraham
- 1965 : R. Goossens
- 1964 : R. Goossens
- 1963 : Michel van den Bemden
- 1962 : Michel van den Bemden
- 1961 : Michel van den Bemden
- 1960 : Michel van den Bemden
- 1959 : Michel van den Bemden
- 1958 : Michel van den Bemden
- 1957 : Michel van den Bemden
- 1956 : Michel van den Bemden
- 1955 : Michel van den Bemden
- 1954 : Philippe Washer
- 1953 : H. de Coninck
- 1952 : H. de Coninck
- 1951 : H. de Coninck
- 1950 : H. de Coninck
- 1949 : M. Blomme
- 1948 : J.P. Hye de Crom
- 1947 : M. Blomme
- 1946 : M. Blomme
- 1945 : Philippe Washer
- 1944 : F. Dens
- 1943 : H. de Coninck
- 1942 : F. Dens

### Femmes
- 2025 : Savannah Moxham[3]
- 2024 : Marie van Riet[4]
- 2023 : Chloé Crabbé[5],[11]
- 2022 : Chloé Crabbé[6]
- 2020 : Nele Gilis
- 2019 : Nele Gilis
- 2018 : Yara Delagrange
- 2017 : Nele Gilis
- 2016 : Tinne Gilis[7]
- 2015 : Nele Gilis[8]
- 2014 : Nele Gilis[9]
- 2013 : Nele Gilis
- 2012 : Kim Hannes
- 2011 : Kim Hannes
- 2010 : Kim Hannes
- 2009 : Kim Hannes
- 2008 : Kim Hannes
- 2007 : Annabel Romedenne
- 2006 : Charlie De Rycke
- 2005 : Charlie De Rycke
- 2004 : Kim Hannes
- 2003 : Katline Cauwels
- 2002 : Kim Hannes
- 2001 : Kim Hannes
- 2000 : Kim Hannes
- 1999 : Kim Hannes
- 1998 : Katline Cauwels
- 1997 : Kim Hannes
- 1996 : Katline Cauwels[12]
- 1995 : Inge Coppens
- 1994 : Kim Hannes
- 1993 : Cindy Buysse
- 1992 : Anne Vuylsteke
- 1991 : Inge Coppens
- 1990 : Barbara Vuylsteke[10]
- 1989 : Barbara Vuylsteke
- 1988 : Barbara Vuylsteke
- 1987 : Barbara Vuylsteke
- 1986 : Barbara Vuylsteke
- 1985 : Anne Vuylsteke
- 1984 : E. Van Exter
- 1983 : E. Van Exter
- 1982 : Barbara Vuylsteke
- 1981 : E. Lloyd
- 1980 : E. Lloyd
- 1979 : I. Millar
- 1978 : A. Evans
- 1977 : S. Besford
- 1976 : V. Mikolajczak
- 1975 : F. McIntosh
- 1974 : V. Mikolajczak
- 1973 : V. Mikolajczak
- 1972 : V. Mikolajczak
- 1971 : V. Mikolajczak